# 空知支厅
空知支廳，為過去位於日本北海道道央地方的支廳。支廳辦公室設於岩見澤市，已於2010年隨著北海道廢除支廳被改組為空知綜合振興局。

## 歴史
- 1897年：設置空知支廳，下轄原石狩國夕張郡、空知郡、樺戶郡、雨龍郡。[1]
- 1899年：空知郡東部之富良野村（現在的上富良野町、中富良野町、富良野市、南富良野町）納入上川支廳管轄。
- 2010年4月1日：北海道廢除支廳，改設為空知綜合振興局。

## 行政區域

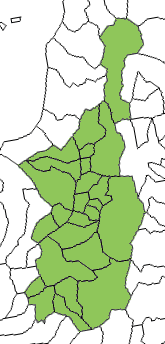
空知支廳行政區域

- 市部：夕張市、岩見澤市、美唄市、蘆別市、赤平市、三笠市、瀧川市、砂川市、歌志內市、深川市
- 空知郡：南幌町、奈井江町、上砂川町
- 夕張郡：由仁町、長沼町、栗山町
- 樺戶郡：月形町、浦臼町、新十津川町
- 雨龍郡：妹背牛町、秩父別町、雨龍町、北龍町、沼田町、幌加內町